# Natriumoxalat
Natriumoxalat ist ein Natriumsalz der Oxalsäure mit der Summenformel Na2C2O4. Es gehört zur Gruppe der Oxalate.

## Herstellung und Vorkommen
Natriumoxalat kann durch die Umsetzung von Oxalsäure mit Natronlauge gewonnen werden.
{\displaystyle \mathrm {H_{2}C_{2}O_{4}+2\ NaOH\longrightarrow \ Na_{2}C_{2}O_{4}+2\ H_{2}O} }
Großtechnisch wird es aus Natriumformiat bei einer Temperatur von 360 °C hergestellt.
{\displaystyle \mathrm {2\ HCO_{2}Na\longrightarrow \ Na_{2}C_{2}O_{4}+\ H_{2}} }
Außerdem fällt es in großen Mengen als Abfallstoff beim Bayer-Verfahren (Herstellung von Aluminiumhydroxid „Tonerdehydrat“) an.
In der Natur kommt Natriumoxalat als das sehr seltene Mineral Natroxalat vor.

## Eigenschaften
Natriumoxalat ist ein farbloses als Pulver gut rieselfähiges Salz, das nicht hygroskopisch wirkt und sich nur mäßig in Wasser löst.
Es kristallisiert im monoklinen Kristallsystem in der Raumgruppe P21/a (Raumgruppen-Nr. 14, Stellung 3).
Bei 290 °C beginnt die Zersetzung von Natriumoxalat in Natriumcarbonat und Kohlenmonoxid.
{\displaystyle \mathrm {Na_{2}C_{2}O_{4}\ {\xrightarrow {\ 290^{o}\ C\ }}\ Na_{2}CO_{3}+CO} }
Die Lösungsenthalpie von Natriumoxalat bei 298,15 K beträgt 13,86 kJ·mol−1.

## Verwendung
Es kann in Verbindung mit Mangan(II)-sulfid zur Einstellung von Kaliumpermanganat-Maßlösungen (Urtitersubstanz nach Sørensen) eingesetzt werden (siehe auch Manganometrie). Bei der Galvanisierung findet eine Lösung namens Natrium-Eisen(III)-oxalat Anwendung, die unter anderem aus Natriumoxalat gewonnen wird. Des Weiteren kann es als Farbgeber (gelb/orange) in der Pyrotechnik verwendet werden. In der Metallurgie findet es Verwendung z. B. bei der Röstung von Vanadiumerzen im Drehofen (Umsetzung von Vanadium(V)-oxid zu Natriummetavanadat). Weitere Anwendungen findet es als Hilfsmittel in der Textilindustrie und als Inhaltsstoff bei Spezialzementen.